# Amin (keresztnév)
Az Amin arab eredetű férfinév, azt jelenti hogy őszinte, megbízható. Női megfelelője az Amina.

## Gyakorisága
A teljes népességre vonatkozóan az Amin sem a 2000-es, sem a 2010-es években nem szerepelt a 100 leggyakrabban viselt férfinév között.

## Névnapok
- augusztus 31.
- november 27.